# St. Joseph (Polle)

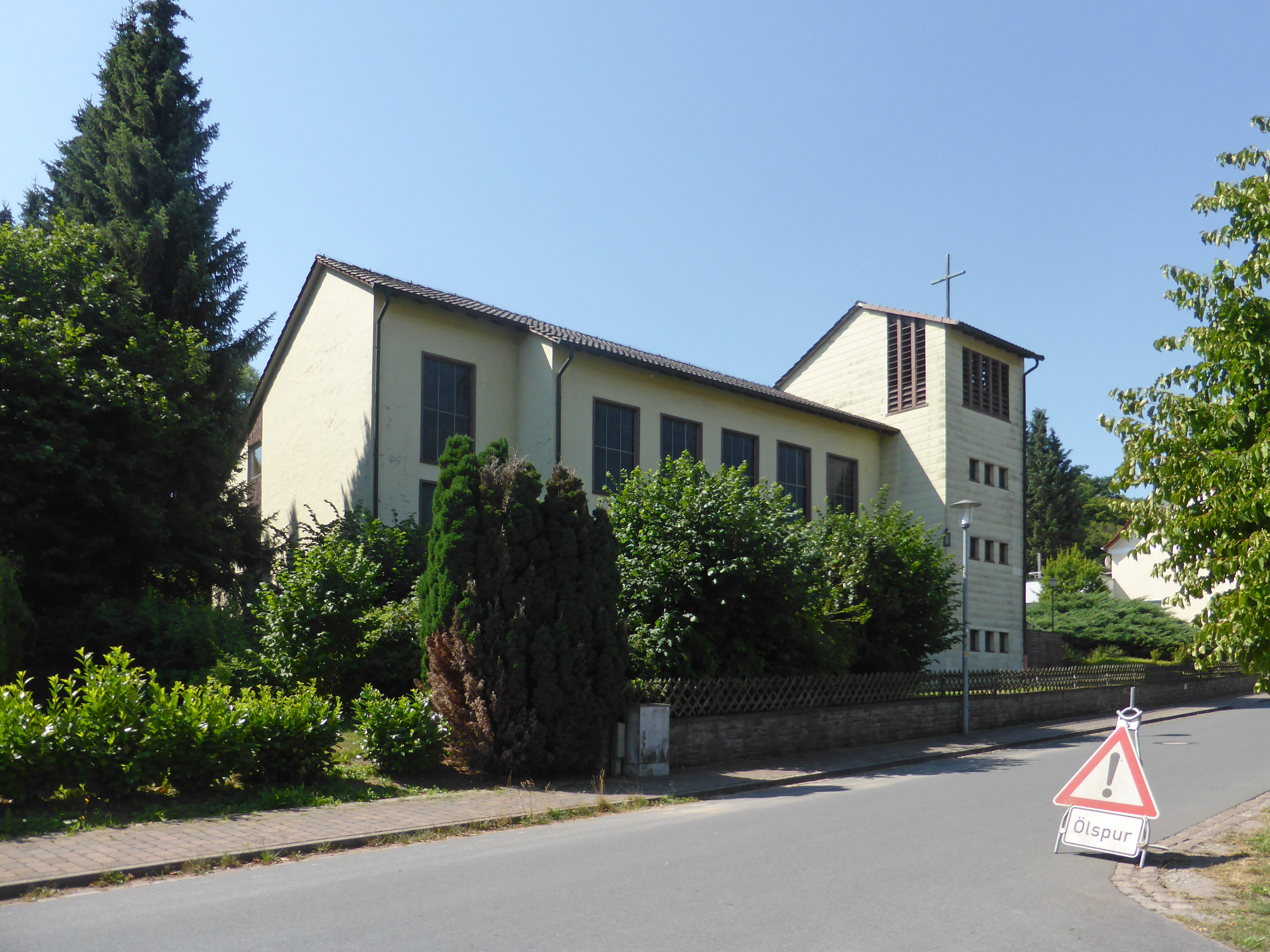
Kirche von Nordosten

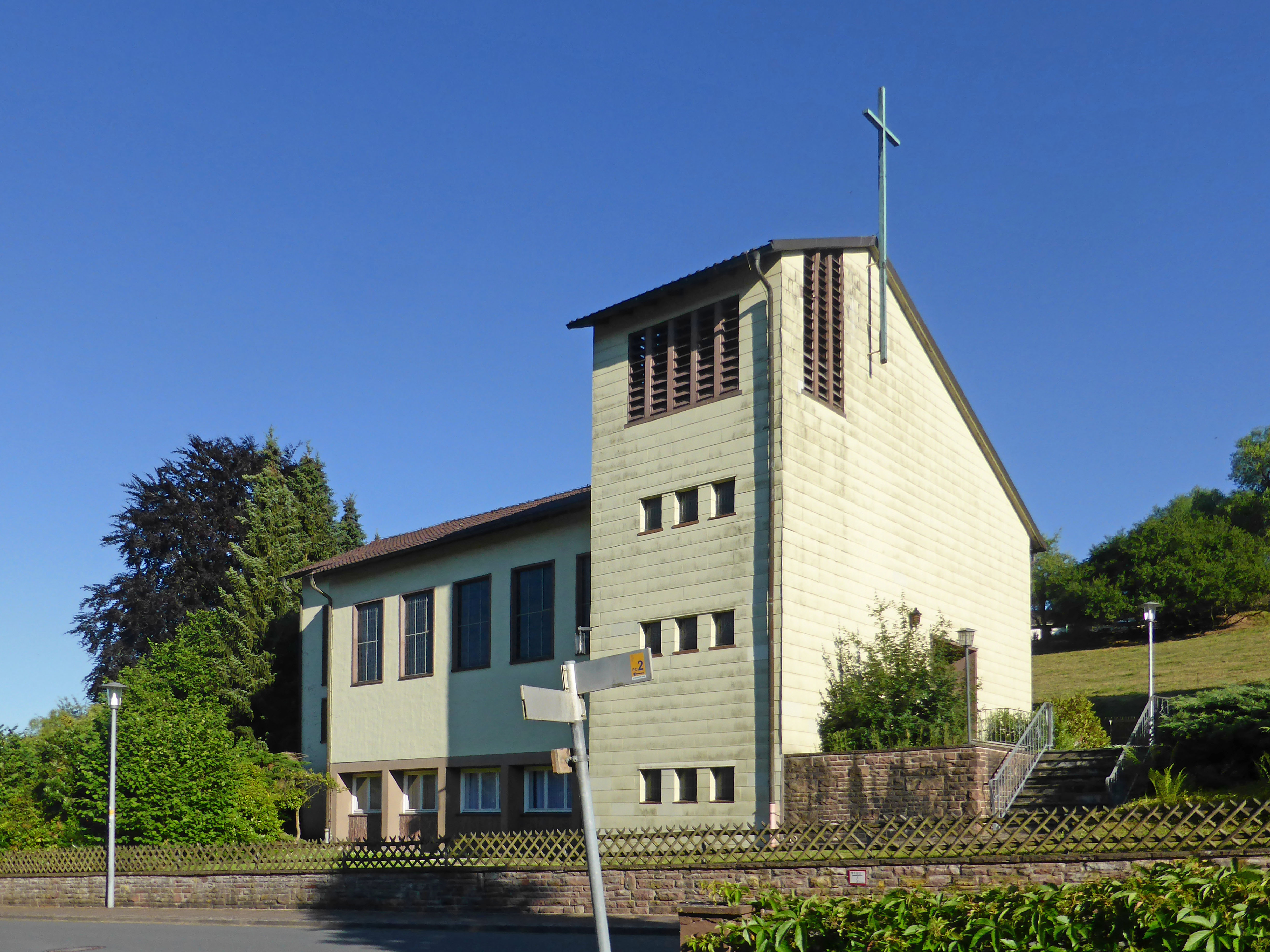
Kirche von Nordwesten

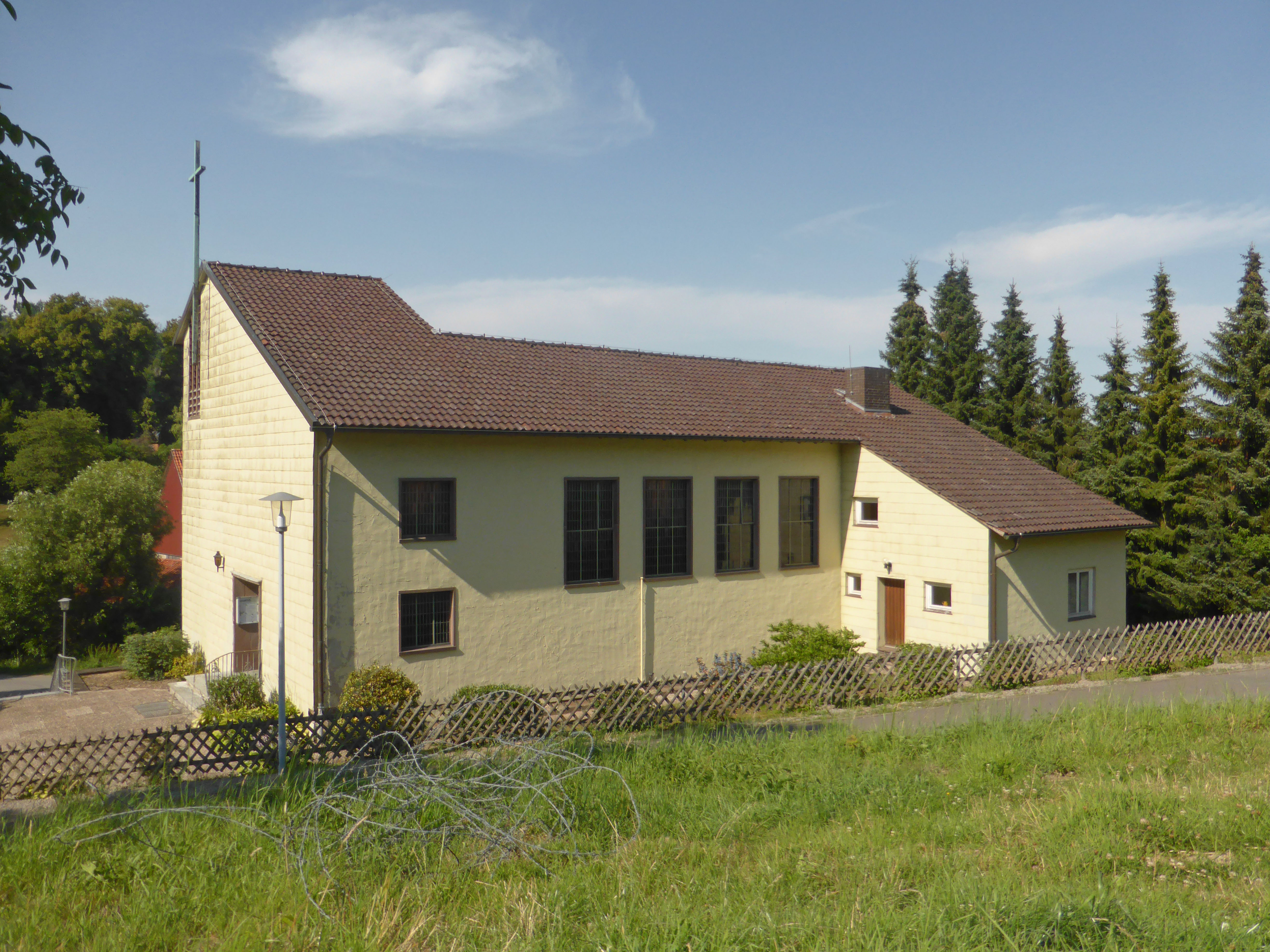
Kirche von Südwesten

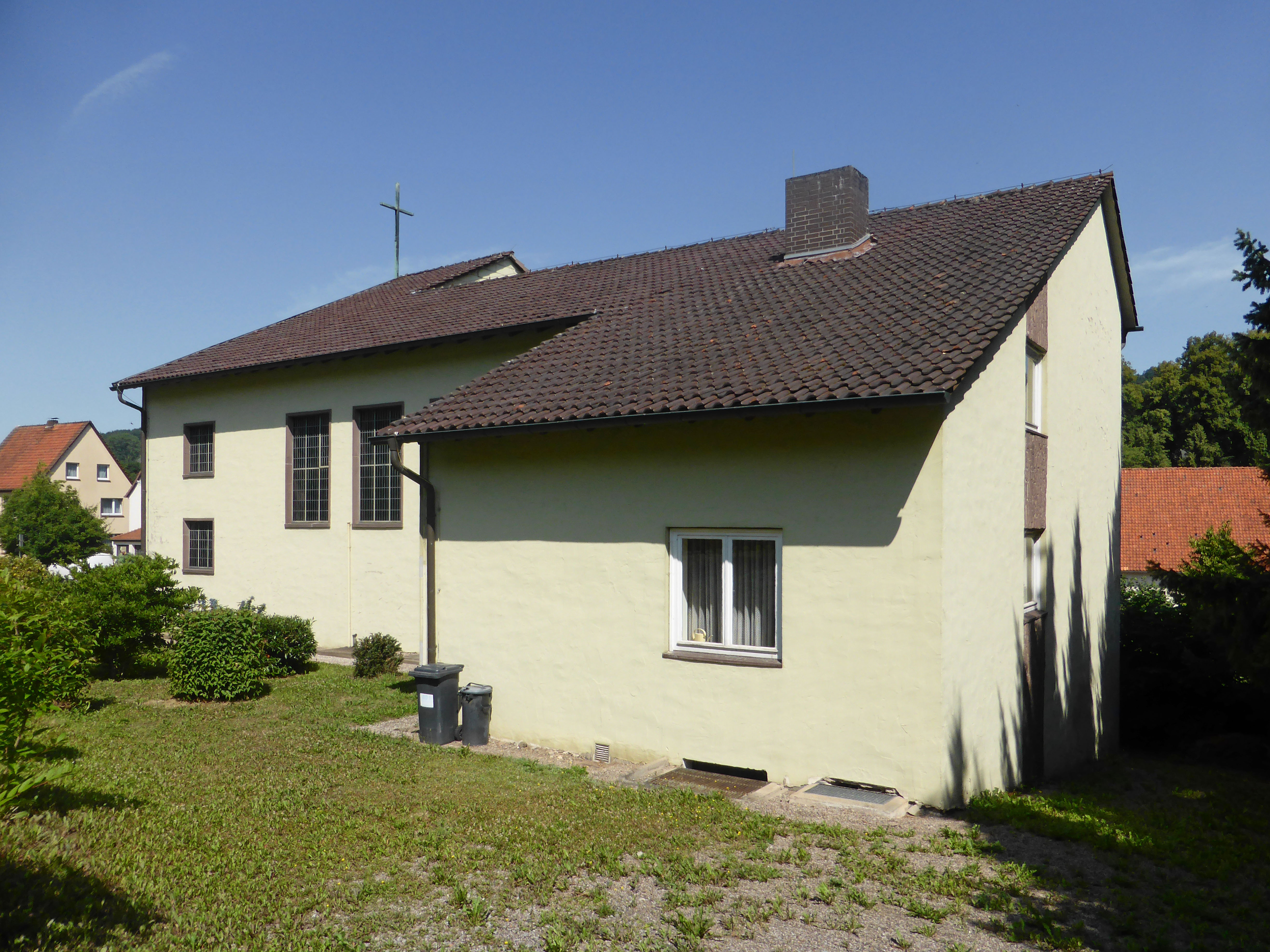
Kirche von Südosten

Die Kirche Sankt Joseph ist die römisch-katholische Kirche in Polle, einem Flecken im Landkreis Holzminden in Niedersachsen. Das nach dem heiligen Josef von Nazaret benannte Gotteshaus ist eine Filialkirche der Pfarrei St. Josef in Holzminden, im Dekanat Weserbergland des Bistums Hildesheim.

## Geschichte
Nachdem Polle durch die Reformation protestantisch wurde, siedelten sich erst wieder um 1900 Katholiken an. Sie gehörten zunächst zum Bistum Osnabrück und zur Kirchengemeinde Bückeburg. Aufgrund der großen Entfernung von Bückeburg wurden die Katholiken in Polle ex caritate von der nähergelegenen Kirchengemeinde Falkenhagen, die zum Bistum Paderborn gehörte, betreut.
Durch die Flucht und Vertreibung Deutscher aus Mittel- und Osteuropa 1945–1950 ließen sich in Polle Katholiken in größerer Zahl nieder, von denen viele aus dem Sudetenland kamen. Im Oktober 1946 wurde Polle eine Seelsorgestation der Kirchengemeinde Falkenhagen, zu ihr gehörten neben Polle auch die Ortschaften Brevörde, Heinsen, Meiborssen und Vahlbruch mit zusammen rund 800 Katholiken. Augustinus Frenzel (1896–1969), aus Böhmisch Kamnitz vertriebener Dechant, fand Unterkunft auf der Domäne Heidbrink und wurde erster Seelsorger der Seelsorgestation Polle. Die katholischen Gottesdienste fanden von Ostern 1947 an in der evangelischen Kirche von Polle statt. Im März 1948 erfolgte die Erhebung der Seelsorgestation Polle zur selbstständigen Kuratiegemeinde.

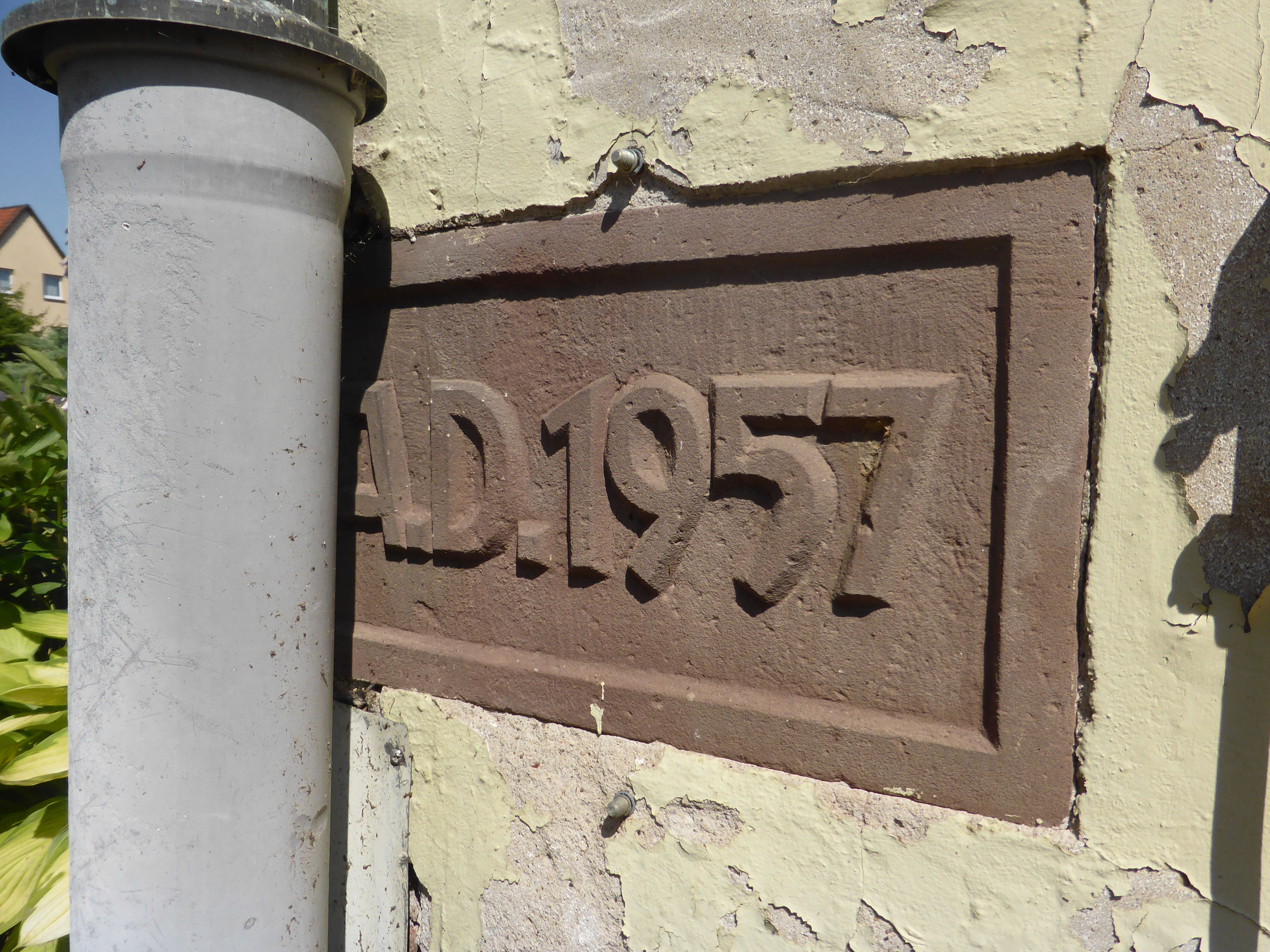
Grundstein

1956 begannen die Planungen für den Bau einer katholischen Kirche in Polle, und das Baugrundstück wurde erworben. Am 1. Dezember 1957 erfolgte die Grundsteinlegung durch Augustinus Frenzel, und am 19. Oktober 1958 folgte die Benediktion der Kirche durch Josef Gerdts (1908–1967), Ordinariatsrat des Bistums Osnabrück. 1960 wechselte Augustinus Frenzel nach Calenberg, wo er bis zu seinem Tod blieb. Sein Nachfolger wurde Werner Apostel (1931–2018), der als Pfarrvikar der Kirchengemeinde Falkenhagen bis 1966 letzter eigener Seelsorger für die Filialgemeinde Polle war. 1964 wurden die Wetterseiten des Kirchengebäudes mit Fassadenplatten verkleidet, 1965 der Altarraum nach der Liturgiereform des Zweiten Vatikanischen Konzils verändert.
Gemäß dem Konkordat zwischen dem Heiligen Stuhl und dem Land Niedersachsen vom 26. Februar 1965 wechselte die Kuratie Polle mit der St.-Joseph-Kirche am 4. Oktober 1966 vom Bistum Osnabrück zum Bistum Hildesheim. Im Bistum Hildesheim wurde sie dem Dekanat Holzminden und der Pfarrei St. Maria Königin in Bodenwerder als Filialgemeinde zugeordnet. Zu diesem Zeitpunkt war die Katholikenzahl der Kuratie Polle bereits auf unter 400 abgesunken. 1970 wurden die Kommunionbänke aus der St.-Joseph-Kirche entfernt.
Am 1. Dezember 1995, nach anderer Quelle am 1. Juni 1996, wechselte die Filialgemeinde Polle mit ihrer St.-Joseph-Kirche von der Pfarrei St. Maria Königin in Bodenwerder zur Pfarrei St. Josef in Holzminden.
Am 1. September 2012 wurden die Dekanate Hameln-Holzminden, zu dem die St.-Joseph-Kirche inzwischen gehörte, und Bückeburg zum heutigen Dekanat Weserbergland vereinigt.
Heute gehören zur Pfarrei St. Josef Holzminden neben der Filialkirche St. Joseph in Polle auch die Pfarrkirche St. Josef in Holzminden sowie die Filialkirchen St. Hedwig in Bevern und St. Benedikt in Neuhaus im Solling.

## Architektur
Die Diasporakirche steht südwestlich der Ortsmitte von Polle, auf dem Grundstück Heimbergstraße 1, an der Ecke zur Straße Höhenweg. Die geostete Saalkirche wurde nach Plänen des Architekten Heinrich Spilker (1905–1984) aus Steinheim erbaut. Georg Lippsmeier, Architekt aus Paderborn, hatte die Pläne von Spilker begutachtet und befürwortet.
Das Langhaus hat ein Satteldach, das an der Nordwestecke der Kirche auf den kreuzbekrönten Kirchturm übergeht. An der Südostecke der Kirche ist die Sakristei angebaut. Im Untergeschoss der Kirche befindet sich der Gemeindesaal, der durch Fenster in der Nordseite belichtet wird. Die drei Gussstahlglocken wurden vom Bochumer Verein gegossen und am 16. Oktober 1960 geweiht. Sie sind nach Jesus, Maria und Josef benannt.
Das Gotteshaus wird durch ein rechteckiges Portal an der Westseite erschlossen. Der Innenraum wird von einer Flachdecke abgeschlossen. Das Kirchengestühl bietet 88 Sitzplätze und lässt einen Mittelgang frei. Der 14 Stationen umfassende Kreuzweg befindet sich an der Südwand der Kirche. Die kleine Taufkapelle in der Nordwestecke der Kirche ist mit einer Herz-Jesu-Statue ausgestattet.
Den Altarraum an der Ostseite dominiert schon seit 1958 ein schlicht gehaltenes Kreuz. Links und rechts vom Altarraum sind der Tabernakel und eine Statue des heiligen Joseph, dem Schutzpatron der Kirche, platziert. Zur Innenausstattung der Kirche gehört ferner eine Statue der Schutzmantelmadonna. Beide Statuen sind ein Werk des Künstlers Josef Pagenkemper aus Langenberg und gehören seit 1959 zur Kirchenausstattung. Von der ursprünglichen Ausstattung der Kirche sind bis heute der Tabernakel, der 1965 seinen Standort gewechselt hat, der Altar, der 1965 verändert wurde, sowie die aus der Werkstatt von Richard Süßmuth stammenden Kirchenfenster, das Ewige Licht und die Weihnachtskrippe erhalten.